# Age Ain't Nothing But a Number (Aaliyah-låt)
"Age Ain't Nothing But a Number" är en R&B-låt framförd av den amerikanska sångerskan Aaliyah, komponerad av R. Kelly för Aaliyahs debutalbum med samma namn. 
"Age Ain't Nothing But a Number" beskriver hur en yngre tjej vill vara tillsammans med en äldre kille. Låten släpptes som den tredje singeln från sångerskans skiva den 6 december 1994 och den 5 februari 1995, i Storbritannien. Singeln blev den sista att ges ut från sångerskans album i USA på grund av den kraftiga kontrovers kring 15 år gamla Aaliayhs olagliga giftermål med R. Kelly som, vid tidpunkten, var 27 år gammal. "Age Ain't Nothing But a Number" hade inte lika stora framgångar som tidigare hits från sångerskans album. Singeln blev den första från skivan att missa topp-placeringarna på USA:s singellistor och nådde endast till en 75:e plats på Billboard Hot 100. Avsevärt bättre gick det på R&B-listan Hot R&B/Hip-Hop Songs där den tog sig till en 30:e plats.
Musikvideon för singeln regisserades av Millicent Shelton och är filmad i svart-vitt. 

## Format och innehållsförteckning
- Amerikansk/Brittisk CD-singel

1. "Age Ain't Nothing but a Number" (LP version)
2. "Age Ain't Nothing but a Number" (LP version (no intro))
3. "Age Ain't Nothing but a Number" (instrumental)
4. "I'm Down"
5. "The Thing I Like"

- Amerikansk promosingel

1. LP version
2. LP version (no intro)

## Listor
| Lista (1994/1995)                             | Topp Position |
| --------------------------------------------- | ------------- |
| Storbritanniens UK Singles Chart              | 32            |
| Amerikanska Billboard Billboard Hot 100       | 75            |
| Amerikanska Billboard Hot R&B/Hip-Hop Songs   | 35            |
| Amerikanska Billboard Hot R&B/Hip-Hop Airplay | 30            |
| Amerikanska Billboard Rhythmic Top 40         | 38            |